# Foottit
George Foottit, dit Foottit, né le 24 avril 1864  à Manchester et mort le 29 août 1921  à Paris (8e), est un artiste de cirque (écuyer, acrobate et clown blanc) et comédien britannique, surtout connu comme le clown blanc dans le duo qu'il a formé pendant des années à Paris avec l'auguste noir d'origine cubaine, Rafael dit « Chocolat ».

## Biographie

### Origines familiales et débuts
Fils de George Foottit et de Sarah Crockett, tous deux artistes de cirque, il commence sa carrière à douze ans. Il travaille ensuite pour le cirque Sanger (en) de Londres, avec lequel il vient en France en 1880.
Le cirque de son père ayant fait faillite, il s'exile en France où il s’impose très vite comme clown-écuyer. En 1886, le directeur du cirque Medrano de Paris l'engage.
En 1895, le directeur du Nouveau Cirque de Paris, Raoul Donval, voit le potentiel comique d'une association du clown blanc Foottit avec le clown noir Chocolat.

### Footitt et Chocolat
On les voit ensuite à l'Hippodrome du Champ-de-Mars, puis au Nouveau Cirque. Pendant une quinzaine d'années, ils imposent le duo comique entre un clown blanc autoritaire et un Auguste noir souffre-douleur. L'expression « Je suis Chocolat », signifiant « je suis berné », a été popularisée par les dialogues de leur numéro. Leur carrière commune connait son apogée aux Folies Bergère, en 1905.
Ils sont filmés en 1896  par Émile Reynaud dans leur sketch Guillaume Tell. Il s'agit d'un de ses trois films de "Photo-Peintures animées", dont il ne subsiste que quelques images en couleur,. La série Foottit et Chocolat des frères Auguste et Louis Lumière montre six de leurs numéros filmés, vers 1900, au Nouveau Cirque de la rue Saint-Honoré : Boxeurs, Acrobates sur la chaise, Chaise en bascule, Guillaume Tell, Le policeman et La mort de Chocolat. Après leur numéro, on les voyait souvent au Irish and American Bar, 33 rue Royale.
Foottit et Chocolat ont prêté leurs noms et leurs visages à de nombreuses publicités, notamment celle pour le savon La Hêve, vers 1895.

### La séparation (1910) et ses suites
À l'initiative de Foottit, qui veut faire travailler ses fils, ils se séparent en 1910. Foottit lance son propre cirque, mais sans connaître le succès, puis tient un bar, 6 rue Montaigne à Paris.
En 1921, il rencontre Louis Delluc qui lui fait jouer l'homme au chapeau gris dans Fièvre et souhaite lui consacrer une série de films comiques mais son décès avant même la sortie du film met fin à ce projet,.
Mort à son domicile, rue Montaigne (actuelle rue Mermoz), le 29 août 1921, à 57 ans, il est inhumé, le 1er septembre 1921, au cimetière du Père-Lachaise (division 93), où on peut encore voir sa tombe. Le renouvellement de la concession est pris en charge depuis 1961 par l'association La roue tourne.

### Mariage et descendance
George Foottit a eu quatre enfants avec Rose Butterfield (1866-1905) : Thomas (1884-1927), George Arthur (né en 1886 à Lambeth, Londres), Lily (née en 1888 à Londres, décédée à l'Isle Adam le 6 juin 1949) et Harry (1892-1935). Sa veuve est née Anne Louise Ashley.
Ses fils Tommy et Harry sont enterrés avec lui au cimetière du Père-Lachaise à Paris. Son fils George, lui, est enterré au cimetière de Rouen, la ville natale de sa femme, Suzanne Augustine Alice Delafosse, née 1894. (George, Suzanne et leur fils Georges Emile Florentin (1922-1998) etaient tous 'internés politiques', Frontstalag Vittel, pendant la guerre 39/45.) Sa fille Lily est enterrée au cimetière de L'Isle-Adam, dans le Val d'Oise.

## Galerie

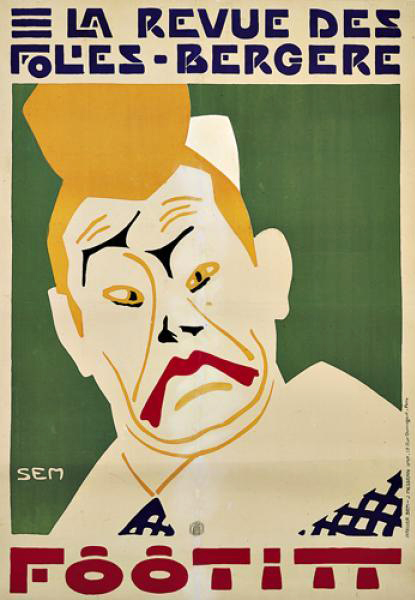
Affiche de Sem.
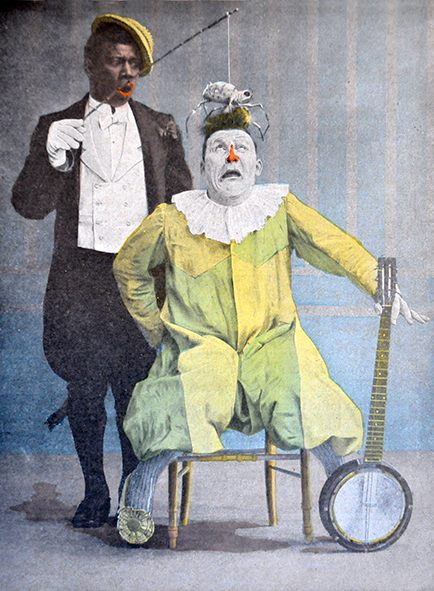
Son duo avec Chocolat. Illustration de René Vincent.

## Plaque commémorative

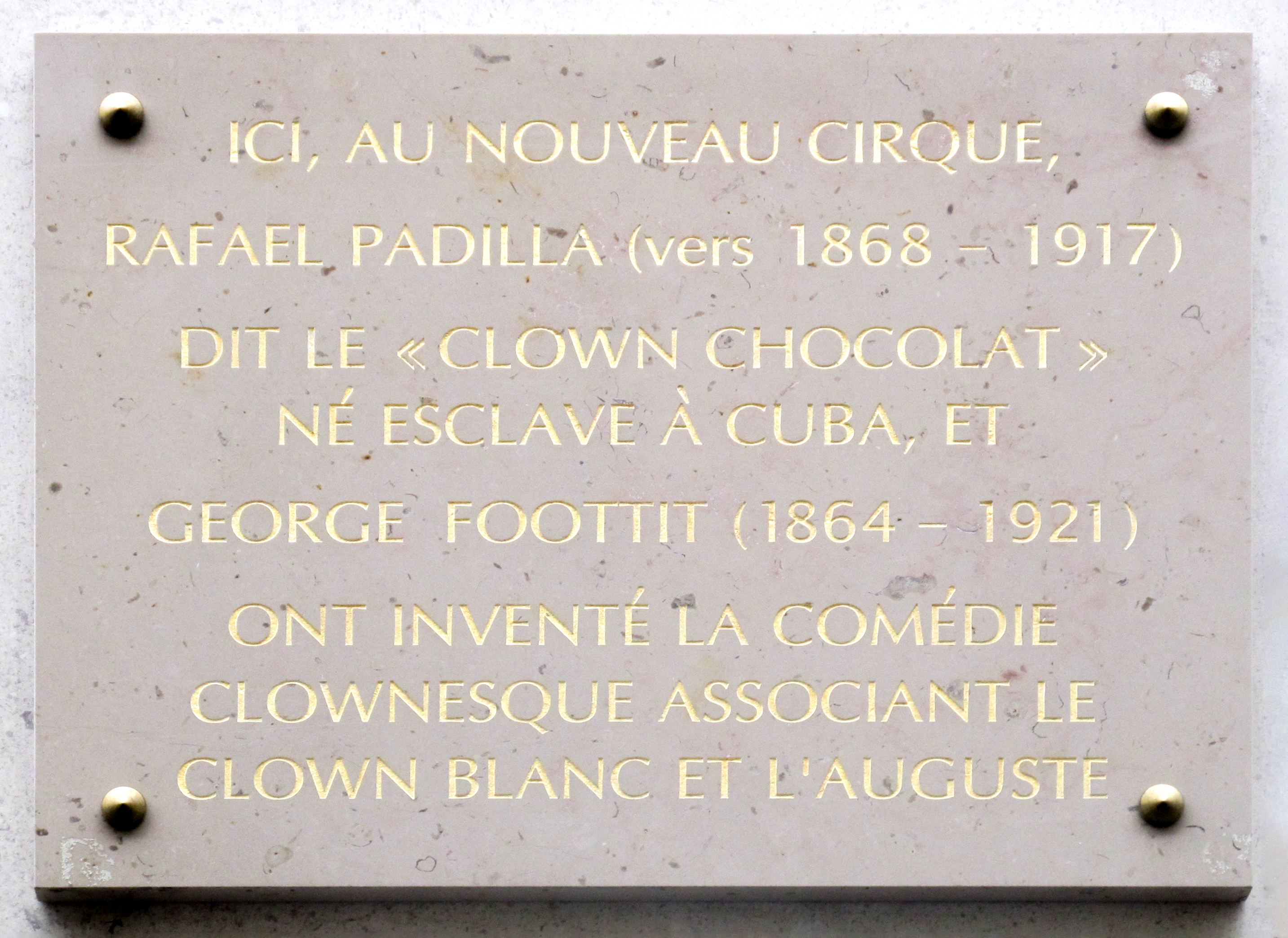
Plaque au n° 251 rue Saint-Honoré.

Le 20 janvier 2016, lors d'une cérémonie, la maire de Paris, Anne Hidalgo, a dévoilé une plaque commémorative apposée sur la façade de l'hôtel Mandarin Oriental Paris, au no  251 de la rue Saint-Honoré, adresse à laquelle s'élevait autrefois le Nouveau Cirque. Sur la plaque on peut lire : « Ici, au Nouveau Cirque, Rafael Padilla dit le Clown Chocolat (vers 1868-1917), né esclave à Cuba, et Georges Foottit (1864-1921) ont inventé la comédie clownesque associant le Clown Blanc et l'Auguste ».